# Linda (Frank Boeijen Groep)
Linda is een single van Frank Boeijen Groep. Het is afkomstig van hun album 1001 Hotel uit juni 1983. In april dat jaar werd het nummer op single uitgebracht.

## Achtergrond
Toen de single airplay kreeg op Hilversum 1, Hilversum 2 en Hilversum 3, vroeg Nederland zich af welke Linda Frank Boeijen bedoelde. Boeijen lichtte later toe, dat de naam bij toeval ontstond. De muziek was al klaar toen de tekst ontstond uit het tekstloze la-la-la-la. Boeijen gaf ook later toe dat het schrijven van Linda een crime was. Het platenlabel wilde het contract met de band opzeggen, tenzij er een hit kwam. Singles van Boeijen hadden tot dan toe alleen de Tipparade gehaald. Linda stootte door. Er kan dus gesteld worden dat door dit niemendalletje Boeijen zijn politieke singles Zwart wit en Kronenburg Park kon opnemen.
De thematiek van B-kant Nachtportier vertoont gelijkenis met die van de film The Night Porter uit 1974.
Muziekproducent Edwin Musper was afkomstig uit Partner.

## Hitnoteringen
In Nederland werd de plaat veel gedraaid op Hilversum 1, Hilversum 2 en Hilversum 3 en werd een radiohit in de destijds drie landelijke hitlijsten op de nationale publieke popzender Hilversum 3. De plaat bereikte de 28e positie in de Nederlandse Top 40, de 21e positie in de Nationale Hitparade en de 27e positie in de TROS Top 50. In de Europese hitlijst op Hilversum 3, de TROS Europarade, werd géën notering behaald.
In België (Vlaanderen) werden zowel de Vlaamse Radio 2 Top 30 als de voorloper van de Vlaamse Ultratop 50 niet bereikt.
In de sinds december 1999 jaarlijks uitgezonden NPO Radio 2 Top 2000 van de Nederlandse publieke radiozender NPO Radio 2, stond de plaat uitsluitend in 2006 genoteerd op een 1710e positie.

### Nederlandse Top 40
| Positie: | 36 | 29 | 28 | 34 | 35 | 40 | uit |

### Nationale Hitparade
| Positie: | 28 | 21 | 23 | 27 | 22 | 34 | 35 | uit |

### TROS Top 50
Hitnotering: 19-05-1983 t/m 16-06-1983. Hoogste notering: #27 (2 weken).

### NPO Radio 2 Top 2000
Linda stond alleen in 2006 in de NPO Radio 2 Top 2000, op plek 1710.